# Karl Aage Præst
Karl Aage Præst (Copenhague, Dinamarca, 26 de febrero de 1922 - Copenhague, Dinamarca, 19 de noviembre de 2011) fue un futbolista danés. Se desempeñó en la posición de delantero.

## Selección nacional
Fue internacional con la selección de fútbol de Dinamarca en 24 ocasiones y marcó 17 goles. Debutó el 24 de junio de 1945, en un encuentro amistoso ante la selección de Suecia que finalizó con marcador de 2-1 a favor de los suecos.

### Participaciones en Juegos Olímpicos
| Torneo                  | Sede    | Resultado |
| ----------------------- | ------- | --------- |
| Juegos Olímpico de 1948 | Londres | Bronce    |

## Clubes
| Club            | País      | Año         |
| --------------- | --------- | ----------- |
| Østerbros B. K. | Dinamarca | 1939 - 1949 |
| Juventus F. C.  | Italia    | 1949 - 1956 |
| S. S. Lazio     | Italia    | 1956 - 1957 |

## Palmarés

### Campeonatos nacionales
| Título  | Club           | País   | Año     |
| ------- | -------------- | ------ | ------- |
| Serie A | Juventus F. C. | Italia | 1949-50 |
| Serie A | Juventus F. C. | Italia | 1951-52 |